# Régulation post-transcriptionnelle
 (avril 2020).
Si vous disposez d'ouvrages ou d'articles de référence ou si vous connaissez des sites web de qualité traitant du thème abordé ici, merci de compléter l'article en donnant les références utiles à sa vérifiabilité et en les liant à la section « Notes et références ».
La régulation post-transcriptionnelle est une phase de la régulation de l'expression des gènes comprenant tous les mécanismes affectant directement les molécules d'ARN  produites lors de la transcription.
Elle permet aux cellules de s’adapter rapidement aux changements de leur environnement.
Chez les eucaryotes, un ARN messager (ARNm) n'ayant pas subi de modification post-transcriptionnelle  aura une durée de vie relativement courte du fait de la présence de RNAse, protéines de dégradation des ARN.

## Maturation de l’ARN
Le tout premier produit de la transcription d’un gène est l’ARN transcrit primaire.
Il se compose d’un enchaînement d’introns (séquences non codantes) et d’exons (séquences codantes).
Avant de devenir un ARNm fonctionnel, le transcrit primaire subit un épissage.

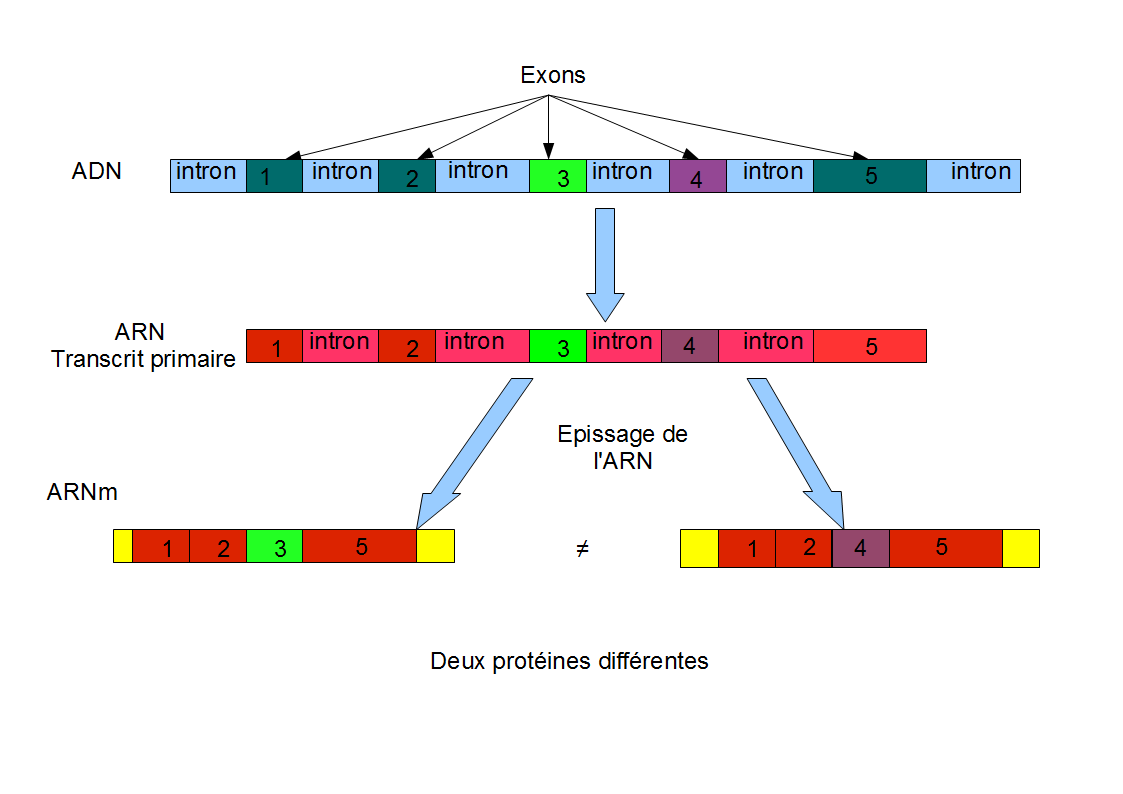
Schéma de l'épissage différentiel de l'ARN

### Épissage différentiel de l’ARN
Au cours de l’épissage, les introns sont retirés de la séquence de bases et les exons sont assemblés.
Plusieurs molécules d’ARNm différentes peuvent être produites à partir d’un seul et même transcrit primaire : des exons peuvent être supprimés au même titre que des introns.
Ce sont des protéines régulatrices, spécifiques à chaque type de cellule, qui déterminent quels sont les exons à conserver en se liant aux séquences régulatrices du transcrit primaire.
Ce processus permet d’augmenter le nombre de protéines qu'il est possible de synthétiser.

### Ajout de la coiffe et polyadénylation
Une coiffe est ajoutée à extrémité 5’ de l’ARN pour le protéger de la dégradation par des exonucléases.
La coiffe joue également un rôle dans le recrutement des ribosomes.
La polyadénylation est une étape au cours de laquelle une queue poly-A est ajoutée à l’extrémité 3’ de l’ARN.

## Initiation de la traduction
Des protéines de régulation peuvent se fixer aux séquences non traduites 5’ ou 3’ UTR : elles empêchent ainsi les ribosomes de se fixer à l’ARNm, inhibant ainsi le processus de traduction au moment de son initiation.
Il existe des facteurs protéiques[Quoi ?] nécessaires à l’initiation de la traduction.
En activant ou en inactivant ces facteurs protéiques, la cellule peut réguler la traduction de l’ensemble de ses ARNm.

## Dégradation des ARNm
Au sein d'une cellule, le mode de synthèse protéique est en partie déterminé par la durée de vie des ARNm dans le cytoplasme.
C'est dans la séquence non traduite (UTR) de l'extrémité 3' qu'on retrouve les séquences nucléotidiques qui influent sur la durée de vie des ARNm.
La dégradation plus ou moins rapide des ARN est très importante car elle permet de changer l'expression des gènes.
La RNase est l'enzyme qui catalyse la dégradation de l’ARN et le découpe en plus petites entités, permettant ainsi le recyclage des nucléotides.
Chez les procaryotes, la durée de vie des ARNm est d’environ dix minutes, ce qui explique leur grande vitesse d’adaptation au milieu.
Elle s'étend de quelques heures à quelques semaines chez les eucaryotes.

## Maturation et dégradation des protéines
La traduction peut être considérée comme la dernière étape au cours de laquelle l'expression génique peut s'exercer.
Avant de devenir des protéines fonctionnelles, les polypeptides doivent souvent passer par une étape de maturation : le repliement leur confère des propriétés fonctionnelles.
L'ajout de groupements phosphate permet d'activer ou d'inactiver certaines protéines de manière réversible.
Une dégradation sélective limite la durée de vie des protéines dans une cellule.
Les protéines à détruire sont marquées par des molécules d'ubiquitine : elles sont alors identifiées par les protéasomes qui découpent les protéines en petits morceaux.